# ألين تايلور
ألين تايلور (بالإنجليزية: Allen Taylor)‏ هو سياسي أسترالي، ولد في 13 مايو 1864 في واجا واجا في أستراليا، وتوفي في 30 سبتمبر 1940 في أستراليا. انتخب عضو المجلس التشريعي نيو ساوث ويلز.